# Тешань (Китай)
Теша́нь (кит. упр. 铁山, пиньинь Tiěshān, буквально: «Железная гора») — район городского подчинения городского округа Хуанши провинции Хубэй (КНР).

## История
Исторически эти места входили в состав уезда Дае (大冶县). В 1948 году здесь была создана волость Телу (铁麓乡).
В 1949 году на базе посёлка Хуанши и волости Телу был создан Индустриально-горнодобывающий особый район Дае (大冶工矿特区). В августе 1950 года Индустриально-горнодобывающий особый район Дае был преобразован в город Хуанши (黄石市), напрямую подчинённый властям провинции Хубэй.
В 1979 году на этих землях был создан район Тешань.

## Административное деление
Район делится на 14 микрорайонов, напрямую подчинённых районным властям.